# Koleżma (stacja kolejowa)
Koleżma (ros. Колежма, krl. Koležma) – stacja kolejowa w miejscowości Koleżma, w rejonie biełomorskim, w Karelii, w Rosji. Położona jest na linii Biełomorsk – Obozierskij.